# Allsvenskan 2024
L'Allsvenskan 2024 è stata la 100ª edizione della massima serie del campionato svedese di calcio con la denominazione di Allsvenskan. La stagione è iniziata il 30 marzo e si conclusa nel mese di novembre. Il Malmö FF, che si presentava come squadra campione in carica, si è laureato campione per la ventiquattresima volta nella sua storia, la seconda consecutiva.

## Stagione

### Novità
Dalla Allsvenskan 2023 sono stati retrocessi il Degerfors e il Varberg. Dalla Superettan 2023 sono stati promossi il Västerås SK (al ritorno in Allsvenskan dopo 27 anni di assenza) e il GAIS (di ritorno dopo 11 anni).

### Formula
Le 16 squadre partecipanti si affrontano in un girone all'italiana con partite di andata e ritorno, per un totale di 30 giornate. La squadra prima classificata è dichiarata campione di Svezia e viene ammessa al primo turno di qualificazione della UEFA Champions League 2025-2026. La seconda e la terza classificata, assieme alla vincitrice della Svenska Cupen 2024-2025, sono ammesse al secondo turno di qualificazione della UEFA Conference League 2025-2026. La terzultima classificata gioca uno spareggio salvezza/promozione contro la terza classificata della Superettan 2024. Le ultime due classificate sono retrocesse direttamente in Superettan.

## Squadre partecipanti
| Club           | Stagione | Città      | Stadio               | Stagione 2023            |
| -------------- | -------- | ---------- | -------------------- | ------------------------ |
| AIK            | dettagli | Stoccolma  | Friends Arena        | 11º posto in Allsvenskan |
| Brommapojkarna | dettagli | Stoccolma  | Grimsta IP           | 14º posto in Allsvenskan |
| Djurgården     | dettagli | Stoccolma  | Tele2 Arena          | 4º posto in Allsvenskan  |
| Elfsborg       | dettagli | Borås      | Borås Arena          | 2º posto in Allsvenskan  |
| GAIS           | dettagli | Göteborg   | Gamla Ullevi         | 2º posto in Superettan   |
| Häcken         | dettagli | Göteborg   | Bravida Arena        | 3º posto in Allsvenskan  |
| Halmstad       | dettagli | Halmstad   | Örjans Vall          | 12º posto in Allsvenskan |
| Hammarby       | dettagli | Stoccolma  | Tele2 Arena          | 7º posto in Allsvenskan  |
| IFK Göteborg   | dettagli | Göteborg   | Gamla Ullevi         | 13º posto in Allsvenskan |
| IFK Norrköping | dettagli | Norrköping | PlatinumCars Arena   | 9º posto in Allsvenskan  |
| IFK Värnamo    | dettagli | Värnamo    | Finnvedsvallen       | 5º posto in Allsvenskan  |
| Kalmar         | dettagli | Kalmar     | Guldfågeln Arena     | 6º posto in Allsvenskan  |
| Malmö FF       | dettagli | Malmö      | Eleda Stadion        | Campione di Svezia       |
| Mjällby        | dettagli | Mjällby    | Strandvallen         | 10º posto in Allsvenskan |
| Sirius         | dettagli | Uppsala    | Studenternas IP      | 8º posto in Allsvenskan  |
| Västerås SK    | dettagli | Västerås   | Hitachi Energy Arena | 1º posto in Superettan   |

### Allenatori e primatisti
| Squadra        | Allenatore | Calciatore più presente                                          | Cannoniere                          |
| -------------- | --- | ---------------------------------------------------------------- | ----------------------------------- |
| AIK            | Henning Berg (1ª-12ª) Henok Goitom (13ª-14ª, ad interim) Mikkjal Thomassen (15ª-30ª)                                      | Benjamin Tiedemann Hansen, Bersant Celina, Iōannīs Pittas (30)   | Iōannīs Pittas (14)                 |
| Brommapojkarna | Olof Mellberg e Andreas Engelmark                                                                                         | Alexander Jensen (30)                                            | Nikola Vasić (17)                   |
| Djurgården     | Kim Bergstrand e Thomas Lagerlöf (1ª-27ª) Roberth Björknesjö (28ª-30ª, ad interim)                                        | Deniz Hümmet (30)                                                | Deniz Hümmet (14)                   |
| Elfsborg       | Jimmy Thelin (1ª-12ª) Oscar Hiljemark (13ª-30ª)                                                                           | Simon Hedlund (29)                                               | Michael Baidoo (10)                 |
| GAIS           | Fredrik Holmberg | August Wängberg, Gustav Lundgren (30)                            | Alexander Ahl Holmström (10)        |
| Häcken         | Pål Arne Johansen (1ª-23ª) Joop Oosterveld (24ª-30ª, ad interim)                                                          | Amane Romeo, Marius Lode, Simon Gustafson (28)                   | Ali Youssef (10)                    |
| Halmstad       | Magnus Haglund (1ª-20ª) Johan Lindholm (21ª-30ª, ad interim)                                                              | Jonathan Svedberg, Villiam Granath, Vinícius Nogueira (29)       | Naeem Mohammed (5)                  |
| Hammarby       | Kim Hellberg | Hampus Skoglund, Oscar Johansson Schellhas, Tesfaldet Tekie (29) | Nahir Besara (10)                   |
| IFK Göteborg   | Jens Berthel Askou (1ª-12ª) Stefan Billborn (13ª-30ª)                                                                     | Gustav Svensson (30)                                             | Paulos Abraham (7)                  |
| IFK Norrköping | Andreas Alm | Max Watson (28)                                                  | Christoffer Nyman (11)              |
| IFK Värnamo    | Anes Mravac (1ª-19ª) Ferran Sibila (20ª-30ª)                                                                              | Ajdin Zeljkovic, Victor Larsson (29)                             | Ajdin Zeljkovic, Johnbosco Kalu (7) |
| Kalmar         | Henrik Jensen (1ª-12ª) Stefan Larsson (13ª-30ª, ad interim)                                                               | Dino Islamović, Jonathan Ring, Romário (29)                      | Dino Islamović (12)                 |
| Malmö FF       | Henrik Rydström | Erik Botheim (30)                                                | Isaac Kiese Thelin (15)             |
| Mjällby        | Anders Torstensson (1ª-17ª) Christoffer Augustsson e Karl Marius Aksum (18ª-21ª, ad interim) Anders Torstensson (22ª-30ª) | Alexander Johansson, Elliot Stroud, Jesper Gustavsson (29)       | Jacob Bergström (8)                 |
| Sirius         | Christer Mattiasson | Malcolm Jeng, Melker Heier (30)                                  | Yousef Salech (11)                  |
| Västerås SK    | Kalle Karlsson | Marcus Linday (28)                                               | Abdelrahman Boudah (7)              |

## Classifica
Aggiornata all'11 novembre 2024
|  | Pos. | Squadra        | Pt | G  | V  | N  | P  | GF | GS | DR  |
|  | ---- | -------------- | -- | -- | -- | -- | -- | -- | -- | --- |
|  | 1.   | Malmö FF       | 65 | 30 | 19 | 8  | 3  | 67 | 25 | +42 |
|  | 2.   | Hammarby       | 54 | 30 | 16 | 6  | 8  | 48 | 25 | +23 |
|  | 3.   | AIK            | 54 | 30 | 17 | 3  | 10 | 46 | 41 | +5  |
|  | 4.   | Djurgården     | 53 | 30 | 16 | 5  | 9  | 45 | 35 | +10 |
|  | 5.   | Mjällby        | 50 | 30 | 14 | 8  | 8  | 44 | 35 | +9  |
|  | 6.   | GAIS           | 48 | 30 | 14 | 6  | 10 | 36 | 34 | +2  |
|  | 7.   | Elfsborg       | 45 | 30 | 13 | 6  | 11 | 52 | 44 | +8  |
|  | 8.   | Häcken         | 42 | 30 | 12 | 6  | 12 | 54 | 51 | +3  |
|  | 9.   | Sirius         | 41 | 30 | 12 | 5  | 13 | 47 | 46 | +1  |
|  | 10.  | Brommapojkarna | 34 | 30 | 8  | 10 | 12 | 46 | 53 | -7  |
|  | 11.  | IFK Norrköping | 34 | 30 | 9  | 7  | 14 | 36 | 57 | -21 |
|  | 12.  | Halmstad       | 33 | 30 | 10 | 3  | 17 | 32 | 50 | -18 |
|  | 13.  | IFK Göteborg   | 31 | 30 | 7  | 10 | 13 | 33 | 43 | -10 |
|  | 14.  | IFK Värnamo    | 31 | 30 | 7  | 10 | 13 | 30 | 40 | -10 |
|  | 15.  | Kalmar         | 30 | 30 | 8  | 6  | 16 | 38 | 58 | -20 |
|  | 16.  | Västerås SK    | 23 | 30 | 6  | 5  | 19 | 26 | 43 | -17 |

Legenda:
      Campione di Svezia e ammessa alla UEFA Champions League 2025-2026.
      Ammesse alla UEFA Conference League 2025-26.
 Spareggio Salvezza-Promozione
 Retrocessione diretta.

## Risultati
Aggiornati all'11 novembre 2024
Ogni riga indica i risultati casalinghi della squadra segnata a inizio della riga, contro le squadre segnate colonna per colonna (che invece avranno giocato l'incontro in trasferta). Al contrario, leggendo la colonna di una squadra si avranno i risultati ottenuti dalla stessa in trasferta, contro le squadre segnate in ogni riga, che invece avranno giocato l'incontro in casa.
|                | AIK  | BRO  | DJU  | ELF  | GAI  | HÄC  | HAL  | HAM  | GÖT  | NOR  | VÄR  | KAL  | MAL  | MJÄ  | SIR  | VAS  |
| -------------- | ---- | ---- | ---- | ---- | ---- | ---- | ---- | ---- | ---- | ---- | ---- | ---- | ---- | ---- | ---- | ---- |
| AIK            | –––– | 2-1  | 2-0  | 2-1  | 0-1  | 0-2  | 5-1  | 1-0  | 5-2  | 6-2  | 2-0  | 1-2  | 0-0  | 1-0  | 1-3  | 1-0  |
| Brommapojkarna | 2-2  | –––– | 0-5  | 3-3  | 2-0  | 1-3  | 4-1  | 0-2  | 0-3  | 2-1  | 0-1  | 1-2  | 2-2  | 0-0  | 1-1  | 2-1  |
| Djurgården     | 0-2  | 2-1  | –––– | 2-0  | 1-0  | 3-3  | 2-0  | 0-3  | 1-1  | 3-1  | 1-0  | 1-1  | 0-1  | 1-1  | 2-0  | 2-1  |
| Elfsborg       | 6-1  | 3-0  | 1-2  | –––– | 2-1  | 1-3  | 2-0  | 0-0  | 3-1  | 2-2  | 2-2  | 1-2  | 3-1  | 3-1  | 2-0  | 1-0  |
| GAIS           | 2-0  | 0-4  | 3-0  | 2-1  | –––– | 3-0  | 3-1  | 0-0  | 2-1  | 0-1  | 0-0  | 1-1  | 0-0  | 2-1  | 2-1  | 2-0  |
| Häcken         | 4-1  | 4-3  | 1-2  | 3-5  | 1-2  | –––– | 0-1  | 2-1  | 3-3  | 1-2  | 1-1  | 3-1  | 2-2  | 0-1  | 2-0  | 4-0  |
| Halmstads      | 1-2  | 0-2  | 1-0  | 0-1  | 4-0  | 3-0  | –––– | 2-1  | 1-0  | 0-0  | 1-0  | 2-2  | 0-1  | 1-3  | 3-1  | 0-1  |
| Hammarby       | 2-1  | 3-3  | 2-0  | 3-0  | 0-0  | 2-0  | 1-0  | –––– | 0-1  | 1-1  | 1-2  | 3-1  | 2-2  | 3-0  | 3-0  | 2-1  |
| IFK Göteborg   | 1-2  | 3-4  | 1-4  | 1-0  | 2-0  | 0-1  | 1-1  | 0-1  | –––– | 1-1  | 0-0  | 1-1  | 0-3  | 1-0  | 1-1  | 1-1  |
| IFK Norrköping | 1-0  | 1-1  | 1-3  | 4-2  | 1-0  | 3-3  | 1-0  | 1-2  | 0-2  | –––– | 0-4  | 2-0  | 1-5  | 1-2  | 0-2  | 2-1  |
| IFK Värnamo    | 0-1  | 1-1  | 1-1  | 0-0  | 1-2  | 2-2  | 1-3  | 0-3  | 2-0  | 1-2  | –––– | 0-2  | 0-4  | 1-2  | 2-4  | 2-0  |
| Kalmar         | 0-1  | 0-1  | 2-1  | 1-3  | 2-3  | 1-0  | 5-2  | 1-4  | 0-1  | 1-1  | 3-1  | –––– | 2-2  | 0-3  | 1-2  | 0-4  |
| Malmö FF       | 5-0  | 2-1  | 4-0  | 2-1  | 1-0  | 4-0  | 5-1  | 2-0  | 2-1  | 2-1  | 1-1  | 5-0  | –––– | 2-0  | 0-1  | 1-0  |
| Mjällby        | 1-1  | 1-1  | 1-3  | 1-1  | 1-1  | 2-1  | 3-1  | 3-0  | 1-0  | 3-0  | 1-1  | 3-2  | 2-1  | –––– | 3-2  | 2-1  |
| Sirius         | 0-1  | 3-2  | 0-1  | 4-1  | 3-1  | 0-3  | 3-0  | 0-3  | 2-2  | 5-1  | 0-1  | 3-1  | 3-4  | 1-1  | –––– | 0-0  |
| Vasteras       | 1-2  | 1-1  | 0-2  | 0-1  | 2-3  | 1-2  | 0-1  | 1-0  | 1-1  | 2-1  | 0-2  | 2-1  | 1-1  | 2-1  | 1-2  | –––– |

## Spareggio salvezza/promozione
Allo spareggio salvezza vengono ammesse la quattordicesima classificata in Allsvenskan e la terza classificata in Superettan.
|                 | Risultati |                 | Luogo e data                 |
| --------------- | --------- | --------------- | ---------------------------- |
| Landskrona BoIS | 2 - 2     | IFK Värnamo     | Landskrona, 21 novembre 2024 |
| IFK Värnamo     | 1 - 0     | Landskrona BoIS | Borås, 24 novembre 2024      |
|                 |           |                 |                              |

## Statistiche

### Squadre

#### Capoliste solitarie
|    | —— | —— | ——       | —— | —— | —— | —— | —— | ——  | ——  | ——  | ——  | ——  | ——  | ——  | ——  | ——  | ——  | ——  | ——  | ——  | ——  | ——  | ——  | ——  | ——  | ——  | ——  | ——  | —— |  |
|    |    |    | Malmö FF |    |    |    |    |    |     |     |     |     |     |     |     |     |     |     |     |     |     |     |     |     |     |     |     |     |     |    |  |
|    |    |    |          |    |    |    |    |    |     |     |     |     |     |     |     |     |     |     |     |     |     |     |     |     |     |     |     |     |     |    |  |
|    |    |    |          |    |    |    |    |    |     |     |     |     |     |     |     |     |     |     |     |     |     |     |     |     |     |     |     |     |     |    |  |
| 1ª | 2ª | 3ª | 4ª       | 5ª | 6ª | 7ª | 8ª | 9ª | 10ª | 11ª | 12ª | 13ª | 14ª | 15ª | 16ª | 17ª | 18ª | 19ª | 20ª | 21ª | 22ª | 23ª | 24ª | 25ª | 26ª | 27ª | 28ª | 29ª | 30ª |    |  |

### Primati stagionali
Squadre
- Maggior numero di vittorie: Malmö FF (19)
- Maggior numero di pareggi: Brommapojkarna, IFK Göteborg e IFK Värnamo (10)
- Maggior numero di sconfitte: Västerås SK (19)
- Minor numero di vittorie: Västerås SK (6)
- Minor numero di pareggi: AIK, Halmstad (3)
- Minor numero di sconfitte: Malmö FF (3)
- Miglior attacco: Malmö FF (67)
- Peggior attacco: Västerås SK (26)
- Miglior difesa: Malmö FF, Hammarby (25)
- Peggior difesa: Kalmar (58)
- Miglior differenza reti: Malmö FF (+42)
- Peggior differenza reti: IFK Norrköping (-21)

Partite
- Più gol: AIK-IFK Norrköping 6-2, Häcken-Elfsborg 3-5 (8)
- Pareggio con più gol: Djurgården-Häcken 3-3, Hammarby-Brommapojkarna 3-3, Brommapojkarna-Elfsborg 3-3, IFK Norrköping-Häcken 3-3, Häcken-IFK Göteborg 3-3 (6)
- Maggior scarto di gol: Malmö FF-AIK 5-0, Elfsborg-AIK 6-1, Brommapojkarna-Djurgården 0-5, Malmö FF-Kalmar 5-0 (5)

### Individuali

#### Classifica marcatori
Aggiornata all'11 novembre 2024
| Gol | Rigori |  | Giocatore               | Squadra        |
| --- | ------ |  | ----------------------- | -------------- |
| 17  | 0      |  | Nikola Vasić            | Brommapojkarna |
| 15  | 0      |  | Isaac Kiese Thelin      | Malmö FF       |
| 14  | 0      |  | Iōannīs Pittas          | AIK            |
| 14  | 1      |  | Deniz Hümmet            | Djurgården     |
| 12  | 0      |  | Dino Islamović          | Kalmar         |
| 12  | 1      |  | Erik Botheim            | Malmö FF       |
| 11  | 0      |  | Christoffer Nyman       | IFK Norrköping |
| 11  | 0      |  | Yousef Salech           | Sirius         |
| 10  | 0      |  | Hugo Bolin              | Malmö FF       |
| 10  | 0      |  | Alexander Ahl Holmström | GAIS           |
| 10  | 1      |  | Michael Baidoo          | Elfsborg       |
| 10  | 1      |  | Nahir Besara            | Hammarby       |
| 10  | 2      |  | Ali Youssef             | Häcken         |
| 9   | 0      |  | Noel Milleskog          | Sirius         |

#### Giocatore del mese
Di seguito i vincitori.
| Mese      | Giocatore        | Squadra       |
| --------- | ---------------- | ------------- |
| Aprile    | Sebastian Nanasi | Malmö FF      |
| Maggio    | Axel Henriksson  | GAIS          |
| Giugno    | Non assegnato    | Non assegnato |
| Luglio    | Gustav Lundgren  | GAIS          |
| Agosto    | Hugo Bolin       | Malmö FF      |
| Settembre | Gustav Lundgren  | GAIS          |
| Ottobre   | Nahir Besara     | Hammarby      |

#### Allenatore del mese
Di seguito i vincitori.
| Mese      | Allenatore        | Squadra       |
| --------- | ----------------- | ------------- |
| Aprile    | Henrik Rydström   | Malmö FF      |
| Maggio    | Fredrik Holmberg  | GAIS          |
| Giugno    | Non assegnato     | Non assegnato |
| Luglio    | Oscar Hiljemark   | Elfsborg      |
| Agosto    | Mikkjal Thomassen | AIK           |
| Settembre | Mikkjal Thomassen | AIK           |
| Ottobre   | Kim Hellberg      | Hammarby      |

#### Premi individuali di fine stagione
Di seguito i vincitori.
| Premio                 | Giocatore        | Squadra        |
| ---------------------- | ---------------- | -------------- |
| Miglior portiere       | Warner Hahn      | Hammarby       |
| Miglior difensore      | Pontus Jansson   | Malmö FF       |
| Miglior centrocampista | Sebastian Nanasi | Malmö FF       |
| Miglior attaccante     | Nikola Vasić     | Brommapojkarna |
| Miglior allenatore     | Fredrik Holmberg | GAIS           |
| Miglior giovane        | Samuel Dahl      | Djurgården     |
| Miglior giocatore      | Sebastian Nanasi | Malmö FF       |